# Imagine (album de John Lennon)
Pour les articles homonymes, voir Imagine.
Albums de John Lennon
John Lennon/Plastic Ono Band
(1970) Some Time in New York City
(1972)
Singles
1. Imagine/It's So Hard
Sortie : US : 11 octobre 1971
2. Imagine/Working Class Hero
Sortie : UK : 24 octobre 1971

Imagine est le second album solo de John Lennon et son plus connu. Il a été enregistré en 1971 et est sorti la même année.
Lennon note le succès commercial d'Imagine mais fait remarquer que son contenu est similaire aux morceaux provocateurs enregistrés en 1970 avec le Plastic Ono Band. La différence, disait-il, est qu'Imagine était « chocolate-coated for public consumption » (enrobé de chocolat pour le grand public), en référence aux arrangements de cordes qui parsèment l'album.

## Caractéristiques artistiques

### Enregistrement
L’album est enregistré au mois de juillet 1971 dans un studio installé dans la maison de John Lennon et Yoko Ono à Tittenhurst Park en Angleterre. Ce sera le dernier disque enregistré par Lennon dans son pays natal.
Cet album, dans son concept, se veut la continuation de l’idée exposée sur l'opus précédent, Plastic Ono Band, mais cette fois sous une forme musicale opposée. Si sur Plastic Ono Band, Lennon s’invente un style très personnel et évite le plus possible de ressembler à un Beatle (rejetant l’entité Beatles dans God), sur Imagine il redevient ce qu’il était pendant les années 1960 et donne un échantillon de ce qu’aurait pu être un disque des Fab Four - ou tout du moins sa contribution - s’ils avaient continué à travailler ensemble lors de cette nouvelle décennie.
À l’inverse de l’album précédent où il n’utilisait que le strict minimum d’instruments et de musiciens, l’album Imagine se veut plus sophistiqué et les arrangements plus accessibles. Seize autres musiciens participent à l'enregistrement aux côtés de Lennon.
Les cordes, créditées aux Flux Fiddlers, sont en fait jouées par des membres de l'Orchestre philharmonique de New York.

### Textes
Dans cet album, Lennon parle de lui autant que des autres. Oh My Love évoque son amour pour Yoko Ono, tout comme Oh Yoko et Jealous Guy, une chanson écrite au temps des Beatles sous le titre Child Of Nature. Gimme Some Truth est aussi écrite à cette époque en collaboration avec Paul McCartney. On voit une ébauche de celle-ci dans le documentaire The Beatles: Get Back.
Dans le morceau How Do You Sleep, il règle ses comptes avec son ancien partenaire avec des paroles telles que « La seule chose que tu aies faite est Yesterday » ou encore « Ces cinglés avaient raison quand ils disaient que tu étais mort»). Paul déclarera néanmoins ne pas avoir été touché par cette chanson.
Dans Imagine, John Lennon et Yoko Ono parlent de leur utopie, leur monde idéal, et invitent l'auditeur à le partager : « You may say I’m a dreamer / but I’m not the only one / I hope someday you’ll join us » (« Tu peux dire que je suis un rêveur / mais je ne suis pas le seul / j'espère qu'un jour tu nous rejoindras »).
Lennon critique les soldats et les avocats, entre autres, dans I Don't Want to Be a Soldier (« Je ne veux pas être un soldat ») : « Well, I don’t wanna be a soldier mama, I don’t wanna die » (« Eh bien, je ne veux pas être un soldat maman, je ne veux pas mourir ») et « Well, I don’t wanna be a lawyer mama, I don’t wanna lie » (« Eh bien, je ne veux pas être un avocat maman, je ne veux pas mentir »).

## Réception

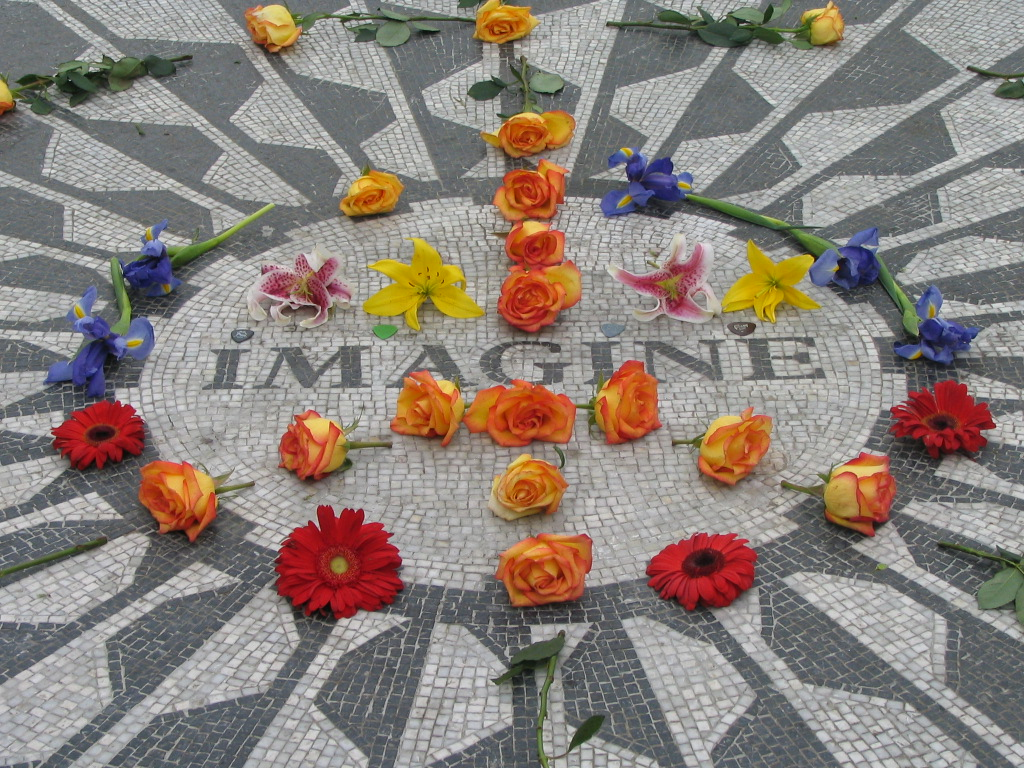
Le mémorial Strawberry Fields.

La chanson Imagine reste le titre le plus connu de John Lennon. Elle occupe la troisième place du classement du Rolling Stone Magazine des « 500 plus grandes chansons de tous les temps ».
Le 9 octobre 1985 est inauguré le mémorial Strawberry Fields à Central Park, en hommage à John Lennon. Sur la plaque commémorative figure la mention Imagine.
Au lendemain du 11 septembre 2001, le réseau de radio/télé Clear Channel a créé une liste des chansons dont la diffusion était jugée inappropriée dans le contexte géopolitique. Imagine en fait partie, parmi d'autres chansons pacifistes, des chansons catastrophistes et des chansons entretenant un rapport avec le Proche-Orient. À l'inverse, en France, le mercredi 19 septembre, de nombreuses radios ont diffusé à la même heure la chanson Imagine en hommage aux victimes.

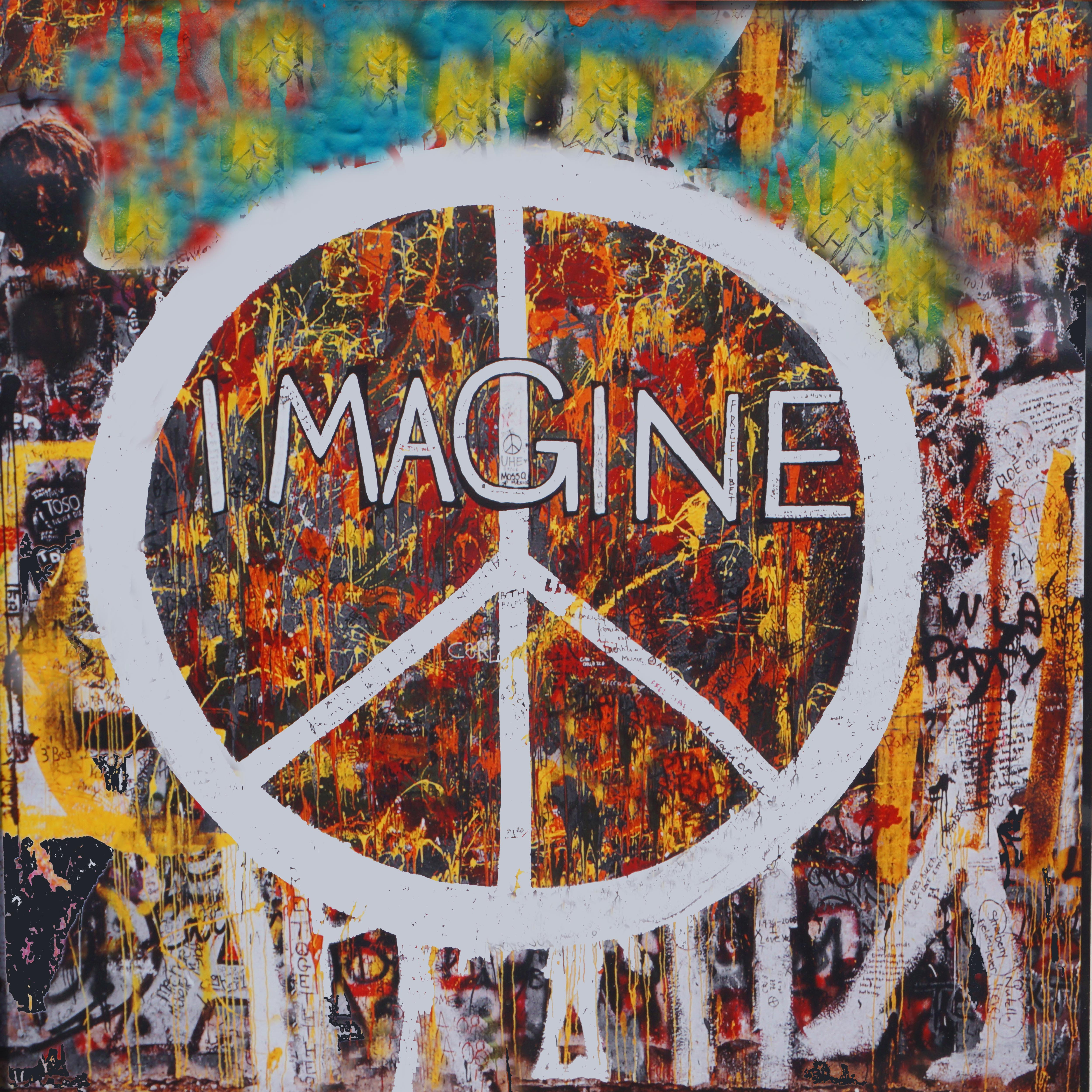
Le lettrage Imagine et le symbole de la paix sur le mur John Lennon de Prague.

## Rééditions
Depuis l'assassinat de John Lennon, l'album Imagine est régulièrement réédité. Il a été remastérisé en 2010 et sort sous le titre Imagine de John Lennon & the Plastic Ono Band (With The Flux Fiddlers). En 2018, l'album est à nouveau remixé et est intitulé « Imagine: The Ultimate Collection ». Il sort en versions CD simple, double et en un coffret de six disques répartis sur quatre CD et deux disques Blu-ray, contenant des démos inédites, des prises de studio rares et des éléments de piste isolés.
Une version sur vinyle intitulée Imagine – Raw Studio Mixes est publiée le 13 avril 2019 pour le Record Store Day. Elle comprend des ébauches de toutes les chansons placées dans le même ordre que sur l'album originel.

## Liste des chansons

### Édition originale
Toutes les chansons sont écrites et composées par John Lennon, sauf mention contraire.
| No  | Titre                        | Auteur                            | Durée |
| --- | ---------------------------- | --------------------------------- | ----- |
| 1.  | Imagine                      | John Lennon Yoko Ono/John Lennon. | 3:01  |
| 2.  | Crippled Inside              |                                   | 3:47  |
| 3.  | Jealous Guy                  |                                   | 4:14  |
| 4.  | It's So Hard                 |                                   | 2:25  |
| 5.  | I Don't Want To Be a Soldier |                                   | 6:05  |
| 6.  | Gimme Some Truth             |                                   | 3:16  |
| 7.  | Oh My Love                   | John Lennon/Yoko Ono              | 2:44  |
| 8.  | How Do You Sleep?            |                                   | 5:36  |
| 9.  | How?                         |                                   | 3:43  |
| 10. | Oh Yoko!                     |                                   | 4:20  |

### RééditionImagine – Raw Studio Mixes(2019)
| 1. | Imagine (Prise 10)                                                     |  |
| 2. | Crippled Inside (Prise 6)                                              |  |
| 3. | Jealous Guy (Prise 29)                                                 |  |
| 4. | It's So Hard (Prise 11)                                                |  |
| 5. | I Don’t Wanna Be a Soldier Mama I Don’t Wanna Die (Prise 4, prolongée) |  |

| 1. | Gimme Some Truth (Prise 4, prolongée)   |  |
| 2. | Oh My Love (Prise 20)                   |  |
| 3. | How Do You Sleep? (Prise 11, prolongée) |  |
| 4. | How? (Prise 40)                         |  |
| 5. | Oh Yoko! (Prise 1, prolongée)           |  |

## Classement
| Classement (1975)             | Meilleure position |
| ----------------------------- | ------------------ |
| Royaume-Uni (UK Albums Chart) | 1                  |
| États-Unis (Billboard)        | 1                  |
| France (IFOP)                 | 5                  |

## Fiche de production

### Interprètes
- John Lennon : chant (tout), guitare électrique (2, 4–6, 8, 10), guitare acoustique (3), piano (1, 7, 9), harmonica (10)
- George Harrison : guitare électrique (7), guitare slide (5, 6, 8), dobro (2)
- Ted Turner : guitare acoustique (2, 8)
- Rod Linton : guitare acoustique (2, 6, 8, 10)
- Joey Molland : guitare acoustique (3, 5)
- Tom Evans : guitare acoustique (3, 5)
- Andy Davis : guitare acoustique (6, 8–10)
- Klaus Voormann : basse (toutes sauf 2), contrebasse (2)
- Steve Brendell : contrebasse (2), maracas (5)
- John Barham : harmonium (3), vibraphone (9)
- John Tout : piano (non crédité) (2, 8) - listé par erreur comme jouant de la guitare acoustique
- Nicky Hopkins : piano (3, 5, 6, 9, 10), piano électrique (7, 10), piano de bastringue (2)
- King Curtis : saxophone (4, 5)
- The Flux Fiddlers (membres du New York Philharmonic) : cordes (1, 3–5, 8, 9)
- Alan White : batterie (1, 2, 6–10), cymbales Tibétaines (7), vibraphone (3, 5)
- Jim Keltner : batterie (3, 5)
- Jim Gordon : batterie (4)
- Mike Pinder : tambourin (3, 5)
- Phil Spector : chœurs (10)